# Federico Ricci
Federico Ricci (Nàpols, 22 d'octubre de 1809 - 10 de desembre de 1877) fou un compositor Italià, especialment d'òperes.
Era el germà més jove de Luigi Ricci, amb qui col·laborà en diversos treballs.
Federico estudià a Nàpols com ho feu el seu germà. El seu primer gran èxit li arribà amb La prigione di Edimburgo, un dels seus millors treballs seriosos. Va compondre temes seriosos durant uns quants anys, i d'aquests Corrado d'Altamura fou un èxit particular. Tanmateix, la seva última col·laboració amb el seu germà, una comèdia anomenada Crispino e la comare, era aclamat com l'obra mestra dels dos compositors, des de llavors Federico es dedicà totalment a comèdia.
Després de diverses estrenes a Viena, Federico va fer de professor a Sant Petersburg i durant 16 anys no escriuria cap òpera. El 1869 es traslladà a París, on estrenà Une folie à Rome que es representà durant 77 nits. Altres comèdies franceses principalment revisions d'anteriors treballs compostos amb el seu germà també varen obtenir un cert d'èxit. També va contribuir en la composició del Recordare Jesu de la Missa de Rossini.
Encara que no tenia l'energia del seu germà, els resultats de Federico solen ser jutjats per ser més hàbilment escrits que els de Luigi: per exemple, s'ha dit que La prigione di Edimburgo espectacles una sensibilitat cap al seu tema (The Heart of Midlothian de Walter Scott) que és rar entre òperes italianes del període. Morí a Conegliano. El seu fill Luigi, també anomenat Luigino (1852-1906), fou també compositor.

## Òperes
- Il colonnello (amb Luigi Ricci) (1835)
- Monsieur de Chalumeaux (1835)
- Il disertore per amore (amb Luigi Ricci) (1836)
- La prigione di Edimburgo (Trieste, 1838)
- Un duello sotto Richelieu (1839)
- Luigi Rolla e Michelangelo (Firenze, 30 de març de 1841)
- Corrado d'Altamura (La Scala, Milano, 16 de novembre de 1841)
- Corrado d'Altamura (1841, 1844)
- Vallombra (1842)
- Isabella de'Medici (1845)
- Estella di Murcia (1846)
- L'amante di richiamo (con Luigi Ricci) (1846)
- Griselda (1847)
- Crispino e la Comare, ossia Il medico e la morte (amb Luigi Ricci) (Venècia San Benedetto, 28 de febrer de 1850)
- I due ritratti (1850)
- I1 marito e 1'amante (1852)
- Il paniere d'amore (1853)
- Une folie à Rome (París, 1869)
- Le docteur Rose, ou La dogaresse (1872)